# Lalo Rodríguez

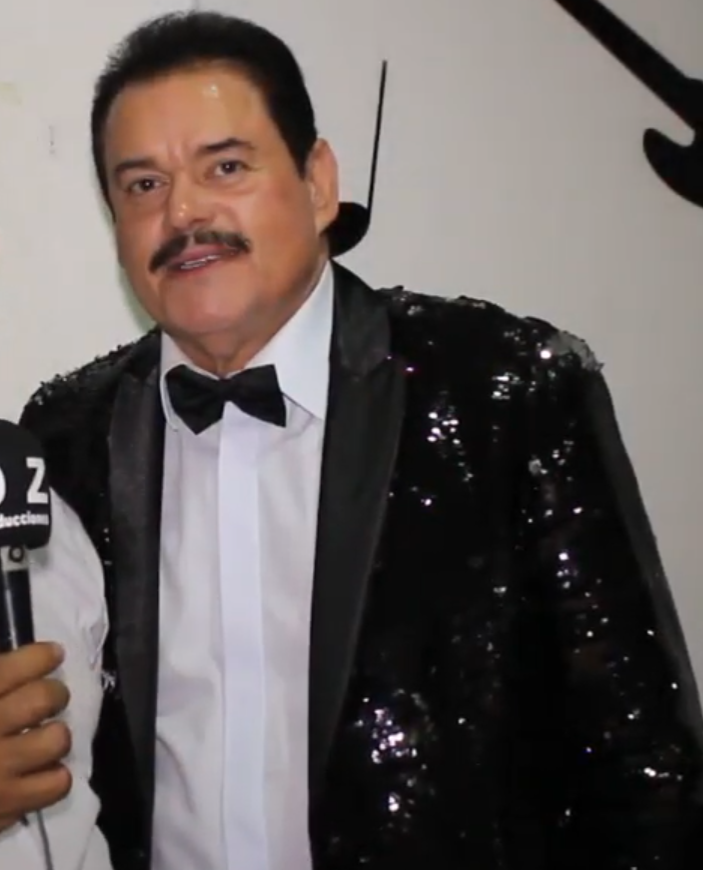
Ubaldo Lalo Rodríguez, 2019

Ubaldo Lalo Rodríguez (* 16. Mai 1958 in Carolina, Puerto Rico; † 13. Dezember 2022 ebenda) war ein puerto-ricanischer Salsa-Musiker.

## Leben
Bereits mit sechzehn Jahren sang er für Eddie Palmieri, der ihm seinen Künstlernamen gab. Als Sänger des Albums Sun Of The Latin Music gewann er 1973 einen Grammy. Im folgenden Jahr brachten sie das Album Unfinished Master Piece heraus. Er arbeitete auch mit Machito zusammen. Im Jahr 1980 startete er eine Solokarriere. Sein größter Erfolg war dabei der Salsa-Erotica-Hit Ven Devórame Otra Vez aus dem Jahr 1988.
Er starb im Dezember 2022 im Alter von 64 Jahren in Carolina.

## Stil und Bedeutung
Eins der bekanntesten Lieder der Stilrichtung Salsa Erótica ist Lalo Rodríguez berühmter Song „Devórame otra vez“, der mittlerweile als Klassiker dieses Genres gilt:
Devórame otra vez
| He llenado tu tiempo vacío de aventuras más Y mi mente ha parido nostalgias por no verte ya Y haciendo el amor te he nombrado sin quererlo yo Porque en todas busco lo salvaje de tu sexo amor                                       | Ich habe deine leere Zeit mit mehr Abenteuern ausgefüllt Und mein Geist hat Sehnsüchte erzeugt, da wir uns nicht mehr sehen Und als ich Liebe machte, nannte ich deinen Namen Weil ich bei allen anderen das Wilde im Sex mit dir suche, meine Liebe                                                                  |
| Hasta en sueños he creído tenerte devorándome Y he mojado mis sábanas blancas recordándote Y en mí cama nadie es como tú No he podido encontrar la mujer Que dibuje mi cuerpo en cada rincón Sin que sobre un pedazo de piel, ay ven | Sogar im Traum glaubte ich, du würdest mich verschlingen Und ich habe meine weiße Bettwäsche nass gemacht, als ich mich an dich erinnerte Und in meinem Bett ist keine so wie du Ich konnte die Frau nicht finden Die meinen Körper bis in den letzten Winkel ausmalt So dass kein Stück Haut übrig bleibt, ay, komm! |
| Devórame otra vez, ven devórame otra vez Ven castígame con tus deseos más Que mi amor lo guardé para ti Ay ven devórame otra vez, ven devórame otra vez Que la boca me sabe a tu cuerpo Desesperan mis ganas por ti                  | Verschling mich noch einmal, verschling mich noch einmal. Komm und bestrafe mich mit deinen Begierden denn meine Liebe habe ich für dich aufgehoben Ay, verschling mich noch einmal, verschling mich noch einmal Mein Mund schmeckt nach deinem Körper Meine Lust nach dir verzweifelt                                |
| Hasta en sueños he creído tenerte devorándome Y he mojado mis sábanas blancas llorándote Y en mi cama nadie es como tú No he podido encontrar la mujer Que dibuje mi cuerpo en cada rincón Sin que sobre un pedazo de piel, ay ven   | Sogar im Traum glaubte ich, Du würdest mich verschlingen Und ich habe meine weiße Bettwäsche nass gemacht, als ich deinetwegen weinte Und in meinem Bett ist keine so wie Du Ich konnte die Frau nicht finden Die meinen Körper bis in den letzten Winkel ausmalt So dass kein Stück Haut übrig bleibt, ay, komm!     |
| Devórame otra vez, ven devórame otra vez Ven castígame con tús deseos más Que mi amor lo guardé para ti Ay ven devórame otra vez, ven devórame otra vez Que la boca me sabe a tu cuerpo Desesperan mis ganas por tí                  | Verschling mich noch einmal, verschling mich noch einmal. Komm und bestrafe mich mit deinen Begierden denn meine Liebe habe ich für dich aufgehoben Ay, verschling mich noch einmal, verschling mich noch einmal Mein Mund schmeckt nach deinem Körper Meine Lust nach dir verzweifelt                                |
| Hasta en sueños he creído tenerte devorándome Y he mojado mis sábanas blancas llorándote Y en mi cama nadie es como tú No he podido encontrar la mujer Que dibuje mi cuerpo en cada rincón Sin que sobre un pedazo de piel, ay ven   | Sogar im Traum glaubte ich, du würdest mich verschlingen Und ich habe meine weiße Bettwäsche nass gemacht, als ich deinetwegen weinte Und in meinem Bett ist keine so wie du Ich konnte die Frau nicht finden Die meinen Körper bis in den letzten Winkel ausmalt So dass kein Stück Haut übrig bleibt, ay, komm!     |
| Devórame otra vez, ven devórame otra vez Ven castígame con tús deseos más Que mi amor lo guarde para ti Ay ven devórame otra vez, ven devórame otra vez Que la boca me sabe a tú cuerpo Desesperan mis ganas por ti                  | Verschling mich noch einmal, verschling mich noch einmal. Komm und bestrafe mich mit deinen Begierden denn meine Liebe habe ich für dich aufgehoben Ay, verschling mich noch einmal, verschling mich noch einmal Mein Mund schmeckt nach deinem Körper Meine Lust nach dir verzweifelt                                |
| Ven devórame otra vez, ven devórame otra vez | Verschling mich noch einmal, verschling mich noch einmal. |
| ven devórame otra vez, ven devórame otra vez hace tiempo que mi cuerpo está reclamando en silencio tus momentos de placer | Verschling mich noch einmal, verschling mich noch einmal. Schon lange verlangt mein Körper stillschweigend nach deinen Momenten der Lust. |
| Ven devórame otra vez, ven devórame otra vez Son ansias de amarte, deseos de mi carne que Hacen que te llame ven devórame | Verschling mich noch einmal, verschling mich noch einmal. Es ist das Verlangen dich zu lieben, die Lust meines Fleisches, die mich dich rufen lassen, komm, verschling mich. |
| Yo quiero esa sensualidad | Ich will diese Sinnlichkeit. |
| Ven devórame otra vez, ven devórame otra vez Devórame suavecito y con calma hasta el amanecer | Verschling mich noch einmal, verschling mich noch einmal. Verschling mich sanft in aller Ruhe bis zum Morgengrauen. |
| ven devórame otra vez, ven devórame otra vez ven castígame con tus deseos más que el vigor lo guardé para ti, ven. | Verschling mich noch einmal, verschling mich noch einmal. Komm und bestrafe mich mit deinen Begierden, denn meine Kraft habe ich für dich aufgehoben. Komm. |

## Diskografie (Auswahl)
- 1988: Ven Devorame Otra Vez (ES: Gold)[2]